# Fran Hervías
Francisco Javier Hervías Chirosa, más conocido como Fran Hervías (Tosa de Mar, 28 de septiembre de 1983), es un político y geógrafo español.

## Biografía
De orígenes granadinos, sus padres son de Quéntar, nació en el municipio gerundense de Tosa de Mar en 1983, es licenciado en Geografía por la Universidad de Gerona y posee un máster en Climatología Aplicada por la Universidad de Barcelona. Además, hizo un curso de especialización en SIG en Estadística Espacial, Gestión Ambiental y Ciencias de la Salud por la Fundación Universidad de Gerona. Obtuvo el CAP de profesor en Ciencias Sociales por el Instituto de Ciencias de la Educación Josep Pallach. 
En noviembre de 2006 se afilió a Ciudadanos y desde junio de 2009 hasta marzo de 2020 fue miembro de su Comité Ejecutivo, ocupando el cargo de secretario de organización desde julio de 2014 hasta marzo de 2020.
Tras las elecciones al Parlamento de Cataluña de 2015 fue elegido diputado por Barcelona y en las elecciones generales de ese mismo año resultó elegido diputado por Madrid, escañó que no revalidó en la repetición de las elecciones en junio de 2016.
El 25 de febrero de 2019 decide presentarse a las primarias para encabezar la lista de Cs por Granada de cara a las elecciones del 28 de abril. Hervías fue el sustituto de Luis Salvador, que encabezó la lista al Congreso en los comicios de 2016. Consiguió su acta de diputado al conseguir el 17,36% de los votos. Perdió su acta en las elecciones generales de 10 de noviembre de 2019.
Entre el 18 de junio de 2020 y el 12 de marzo de 2021 fue senador por designación autonómica por Andalucía ocupando diversas portavocías en el grupo de Ciudadanos.

## Trayectoria política
Afiliado a Ciudadanos desde los inicios del partido, ocupó diferentes cargos de responsabilidad en la provincia de Gerona antes de ingresar en el Comité Ejecutivo de la formación naranja, tras la crisis orgánica que el partido de Albert Rivera sufrió en 2009. Hervías compaginaba sus funciones orgánicas con sus estudios y la beca conseguida en el Servicio Meteorológico de Cataluña.
Junto a José Manuel Villegas, fue uno de los principales responsables del ascenso de la formación naranja y de su estrategia electoral que llevó a consolidar Ciudadanos en toda España.
Fue, junto a otras personalidades, uno de los impulsores de la plataforma civil Movimiento Ciudadano que originaría el salto a la política nacional de Ciudadanos. Tras la decisión de dar el salto a la política nacional, Hervías fue la persona responsable de articular y dirigir la expansión del partido en toda España consiguiendo en apenas unos meses estructurar Ciudadanos en todas las provincias españolas y en un millar de municipios. Tras las elecciones municipales y autonómicas del 26 de mayo de 2019 fue uno de los principales responsables de Ciudadanos para negociar gobiernos en el conjunto de España. La secretaría de Organización del partido, bajo su dirección, diseñó planes estratégicos de expansión territorial, lo que llevó a Ciudadanos a conseguir una importante implantación territorial y representación en las zonas rurales de España.
Tras la debacle electoral del 10 de noviembre de 2019, dimitió de sus cargos junto a Albert Rivera, José Manuel Villegas Pérez y Fernando de Páramo. Mientras ejercía como senador fue acusado de vender servicios de consultoría de comunicación a cargos de Ciudadanos.
En marzo de 2021 abandonó Ciudadanos e ingresó de forma polémica en el Partido Popular. Tras la caída en desgracia de Pablo Casado fue despedido del cargo que ocupaba en el Partido Popular bajo el mando de Teodoro García Egea.